# Yesterday (film 2019)
Yesterday – brytyjska komedia romantyczna z 2019 roku w reżyserii Danny’ego Boyle’a i według scenariusza Richarda Curtisa, oparta na opowiadaniu Jacka Bartha i Curtisa.
W roli głównej wystąpił Himesh Patel, który wcielił się w postać próbującego bez powodzenia zaistnieć w świecie muzycznym gitarzysty Jacka Malika. Malik w trakcie czegoś w rodzaju globalnego, kilkunastosekundowego blackoutu ulega wypadkowi jadąc  na rowerze, a później odkrywa, iż jest jedyną w świecie osobą, która zna Beatlesów i ich muzykę. Staje się sławny po przypisaniu sobie autorstwa ich piosenek. W filmie występuje także Lily James jako przyjaciółka z dzieciństwa bohatera i jego dziewczyna, Kate McKinnon jako jego menedżer i Ed Sheeran jako on sam.
Kręcenie filmu rozpoczęło się w kwietniu 2018 głównie w Gorleston-on-Sea w hrabstwie Norfolk oraz w Halesworth w hrabstwie Suffolk. Zdjęcia odbywały się również na londyńskim stadionie Wembley, Principality Stadium w Cardiff, w Liverpoolu oraz w Los Angeles. Twórcy filmu zapłacili 10 milionów dolarów za prawa do korzystania z muzyki Beatlesów; chociaż żaden z członków zespołu nie był zaangażowany. Boyle otrzymał zgodę na projekt od nich oraz od ich rodzin.
Film miał światową premierę na Tribeca Film Festival 4 maja 2019, a ukazał się w Wielkiej Brytanii i Stanach Zjednoczonych 28 czerwca 2019.

## Obsada
- Himesh Patel jako Jack Malik
- Lily James jako Ellie Appleton
- Joel Fry jako Rocky
- Ed Sheeran jako on sam
- Kate McKinnon jako Debra Hammer
- Sanjeev Bhaskar jako Jed Malik
- Meera Syal jako Shelia Malik
- Harry Michell jako Nick
- Sophia Di Martino jako Carol
- Sarah Lancashire jako Liz, kobieta z Liverpoolu, która pamięta the Beatles
- Alexander Arnold jako Gavin
- Justin Edwards jako Leo, Rosjanin, który pamięta the Beatles
- Lamorne Morris jako kierownik marketingu
- Robert Carlyle jako John Lennon

Ponadto James Corden i Michael Kiwanuka pojawiają się jako oni sami, a Robert Carlyle gra Johna Lennona.